# Cabrerizos (kommunhuvudort)
Cabrerizos är en kommunhuvudort i Spanien. Den ligger i provinsen Provincia de Salamanca och regionen Kastilien och Leon, i den centrala delen av landet, 170 km väster om huvudstaden Madrid. Cabrerizos ligger 825 meter över havet och antalet invånare är 2 919.
Terrängen runt Cabrerizos är platt. Runt Cabrerizos är det ganska glesbefolkat, med 34 invånare per kvadratkilometer. Närmaste större samhälle är Salamanca, 4,7 km väster om Cabrerizos. Trakten runt Cabrerizos består till största delen av jordbruksmark.